# Gregor Calendar Award
Der Gregor Calendar Award (bis 2011 Internationale Kalenderschau) in Stuttgart ist der größte Wettbewerb für Kalendermacher in Europa. Jeweils von Ende Januar bis Anfang Februar werden die zum Wettbewerb angemeldeten Kalender im Haus der Wirtschaft Baden-Württemberg präsentiert. Ausrichter des Wettbewerbs sind der Graphische Klub Stuttgart, der Verband Druck und Medien in Baden-Württemberg und das Ministerium für Finanzen und Wirtschaft Baden-Württemberg. Der Preis ist nach Papst Gregor XIII. benannt, auf den der Gregorianische Kalender zurückgeht. Die Kalenderschau veranstaltete der Graphische Klub Stuttgart erstmals 1950. Einen Wettbewerb gab es erstmals 1970 mit dem Kodak Farbfoto-Kalender-Wettbewerb. Im Jahr 2000 wurde der Preis der Jury in Gregor Award umbenannt.
Der Hauptpreis ist seit 2012 der gregor international calendar award; seit 2013 gibt es zudem den gregor international photo calendar award. Daneben werden Prädikate in Gold, Silber und Bronze verliehen, sowie Awards of Excellence für außergewöhnliche Einzelleistungen in verschiedenen Kategorien.
2013 wurden rund 1200 Kalender präsentiert und 59 Kalender prämiert. 
Verlagskalender werden seit 2007 bereits im Sommer prämiert, damit die Preise bei der Vermarktung genutzt werden können.